# ISO 3166-2:DK
ISO 3166-2:DK — стандарт Міжнародної організації зі стандартизації, для позначення геокодів. Є частиною стандарту ISO 3166-2, що належать Данії. Стандарт охоплює 5-ть регіонів країни.

## Загальні відомості
Кожен геокод складається з двох частин: коду Alpha2 за стандартом ISO 3166-1 для Данії — DK та додаткового двосимвольного коду регіону, записаних через дефіс. Додатковий код утворений двосимвольним числом. Геокоди адміністративних одиниць є підмножиною коду домену верхнього рівня — DK, присвоєного Данії відповідно до стандартів ISO 3166-1.

## Геокоди Данії
Геокоди 5-ти регіонів адміністративно-територіального устрою Данії.
| Геокод | Адміністративна одиниця | Статус |
| ------ | ----------------------- | ------ |
| DK-81  | Північна Ютландія       | регіон |
| DK-82  | Центральна Ютландія     | регіон |
| DK-83  | Південна Данія          | регіон |
| DK-84  | Столичний (Говедстаден) | регіон |
| DK-85  | Зеландія                | регіон |

Геокоди Гренландії та Фарерських островів входять до складу Королівства Данії за стандартом ISO 3166-1.
| Назва             | Alpha2 | Alpha3 | Цифровий | Геокод по ISO 3166-2 | Статус            |
| ----------------- | ------ | ------ | -------- | -------------------- | ----------------- |
| Фарерські острови | FO     | FRO    | 234      | не присвоєний        | автономний регіон |
| Гренландія        | GL     | GRL    | 304      | не присвоєний        | автономний регіон |

## Геокоди прикордонних для Данії держав
- Німеччина — ISO 3166-2:DE (на півдні),
- Норвегія — ISO 3166-2:NO (на півночі, морський кордон),
- Швеція — ISO 3166-2:SE (на північному сході, морський кордон),
- Канада — ISO 3166-2:CA (на південному заході, морський кордон із Гренландією).